# Sant Josep de sa Talaia
Sant Josep de sa Talaia è un comune spagnolo di 22 171 abitanti situato nella comunità autonoma delle Baleari.
Si trova sulla costa dell'isola di Ibiza e ospita l'aeroporto di Ibiza.

## Monumenti o luoghi d'interesse
- Chiesa di Sant Francesc de s'Estany